# Inno nazionale della Bosnia ed Erzegovina
L'inno nazionale della Bosnia ed Erzegovina (bs. Državna himna Bosne i Hercegovine) è noto ufficiosamente come Intermezzo (Intermeco) o semplicemente Inno nazionale (Narodna himna). Il primo titolo è quello del brano musicale di Dušan Šestić, adottato ufficialmente come musica dell'inno nel 1997.

## Storia
Con lo scioglimento della Jugoslavia, nel 1991 scoppiò in Bosnia una guerra civile, dovuta alle tre componenti nazionali, serbi, croati e bosgnacchi. Fu proprio questo gruppo che tentò di costituire la nuova repubblica bosniaca islamica, dotandola di bandiera e inno. L'inno venne composto dal musicista Edin Dervišhalidović, basandosi su un'antica canzone composta secoli prima da un soldato turco, sul testo Jedna si jedina ("Una sei unica"). La forza internazionale di pacificazione intervenne in Bosnia, dove fu realizzato l'attuale compromesso fra le tre etnie, imponendo una nuova bandiera e un nuovo inno nazionale. Jedna si jedina fu così accantonato nel 1997.
Per il nuovo inno si bandì un concorso; l'inno doveva essere privo di testo, mentre l'autore doveva essere bosniaco, ma rimanere ignoto. Invece si venne a sapere il nome del vincitore, Dušan Šestić, professore di violino al conservatorio di Banja Luka e in precedenza maestro direttore dell'orchestra dell'Esercito popolare jugoslavo.
Come d'uso, ogni busta inviata al concorso doveva avere un "motto" accompagnatorio, e Šestić scelse Intermeco ("Intermezzo") in quanto il brano, molto solenne, ricordava un intermezzo d'opera. Da ciò nacque l'equivoco, diffusosi all'esterno della Bosnia, che questo fosse il titolo dell'inno, che invece si intitola ufficialmente Narodna Himna ("Inno nazionale"). È interessante notare che a causa di questo motto, Intermezzo, qualcosa che sta in mezzo, Šestić ha ricevuto minacce di morte: molti vi hanno visto un riferimento alla zona musulmana, che infatti sta in mezzo fra le zone croata e serba.
Nonostante questo sia l'inno nazionale ufficiale, anche qui le ataviche divisioni tra le tre etnie sembrano incrollabili: la Repubblica serba di Bosnia lo ignora, e in essa si esegue normalmente l'inno della Serbia Bože Pravde ("Dio di giustizia"). Anche i croati della Federazione di Bosnia-Erzegovina lo ignorano, preferendo Lijepa naša domovino; in pratica i soli a riconoscerlo senza problemi sono i bosgnacchi. La cosa si può notare nelle cerimonie ufficiali, dove in genere i serbi evitano di partecipare, oppure fanno come i croati, rimangono seduti durante l'esecuzione dell'inno.
Nel 2010 Šestić, vista la situazione, sperando di trovarvi uno sbocco, ha munito l'inno dell'attuale testo, che è stato ufficializzato senza problemi, anche se le divisioni sopracitate permangono.

## Testo

### Testo bosniaco non ufficiale del 2010
| Alfabeto latino | Alfabeto cirillico | Alfabeto arabo | Alfabeto greco |
| --- | --- | --- | --- |
| Ti si svjetlost duše Vječne vatre plam Majko naša zemljo Bosno Tebi pripadam Divno plavo nebo Hercegovine U srcu su tvoje rijeke Tvoje planine Ponosna i slavna Krajina predaka Živjećeš u srcu našem Dov'jeka Pokoljenja tvoja Kazuju jedno 𝄆 Mi idemo u budućnost Zajedno! 𝄇 | Ти си свјетлост душе Вјечне ватре плам Мајко наша земљо Босно Теби припадам Дивно плаво небо Херцеговине У срцу су твоје ријеке Твоје планине Поносна и славна Крајина предака Живјећеш у срцу нашем Дов'јека Покољења твоја Казују једно 𝄆 Ми идемо у будућност Заједно! 𝄇 | تى سى سويەتلۉست دۆشە ويەچنە واترە پلام مايقۉ ناشا زەمڵۉ بۉسنۉ تەبى پرىپادام دىونۉ پلاوۉ نەبۉ حەرڄەغۉوىنە ۆ سرڄۆ سۆ توۉيە رىيەقە توۉيە پلانىنە پۉنۉسنا ى سلاونا قرايىنا پرەداقا ژىويەڃەش و سرڄو ناشەم دۉوعيەقا پۉقۉڵەںٛا توۉيا قازۆيۆ يەدنۉ مى ىدەمۉ ۆ بۆدۆڃنۉست 𝄇 𝄆 !زايەدنۉ | Τι σι σβιετλοστ δουσ̌ε Βιετσ̌νε βατρε πλαμ Μαικο νασ̌α ζεμλ̌ο Μποσνο Τεμπι πριπαδαμ Διβνο πλαβο νεμπο Χερτζεγοβινε Β σρτζου σου τβογιε ριεκε Τβογιε πλανινε Πονοσνα ι σλαυνα Κραϊνα πρεδακα Ζ̌ιβιεκ̌ες̌ β σρτζου νασ̌εμ Δοβιεκα Ποκολ̌εν̌α ι τβογια Καζουγιου γιεδνο 𝄆 Μι ιδεμο β μπουδουκ̌νοστ Ζαγιεδνο! 𝄇 |

### Traduzione italiana non ufficiale
Sei la luce dell'anima
Fiamme di fuoco eterno
Madre nostra terra, la Bosnia
ti appartengo
Meraviglioso cielo blu
Erzegovina
Nel cuore ci sono i tuoi fiumi
Le tue montagne
Orgoglioso e glorioso
La terra degli antenati
Vivrai nel nostro cuore
Per sempre
Le tue generazioni
Dicono una cosa:
𝄆 Stiamo andando nel futuro
Insieme! 𝄇